# Bathygadus bowersi
Bathygadus bowersi es una especie de pez de la familia Macrouridae en el orden de los Gadiformes.

## Hábitat
Es un pez de aguas profundas que vive entre 573-1464 m de profundidad.

## Distribución geográfica
Es un endemismo de las Islas Hawaii.